# Чень Вей
Чень Вей (спрощ.: 陈薇; кит. трад.: 陳薇, лютий 1966) — китайська епідеміолог і вірусолог, яка спеціалізується у біозахисті, та працює науковим співробітником і докторським радником в Академії військово-медичних наук Китаю, а також є академіком Китайської інженерної академії. У вересні 2021 року «The Globe and Mail» повідомило, що Чень також є генерал-майором Народно-визвольної армії Китаю.

## Біографія
Чень Вей народилася в окрузі Ланьсі міста Цзіньхуа в Чжецзяні в 1966 році. У 1988 році вона отримала ступінь бакалавра з хімічної інженерії в Чжецзянському університеті. У 1991 році вона отримала ступінь магістра в Університеті Цінхуа. Пізніше вона навчалася в Академії військово-медичних наук, де отримала ступінь доктора в 1998 році. Після закінчення навчання вона стала викладачем академії.
У 2013 році Чень Вей стала делегатом від Народно-визвольної армії на Всекитайських зборах народних представників.
10 липня 2015 року голова Центральної військової комісії Сі Цзіньпін присвоїв Чень Вей військове звання генерал-майора (шаоцзян).
Чень Вей була делегатом 12-их Всекитайських зборів народних представників. У січні 2018 року вона стала членом 13-го національного комітету Народної політичної консультативної ради Китаю.
30 травня 2021 року Чень Вей обрали віце-президентом Китайської асоціації науки і технологій.

## Дослідження вакцини проти COVID-19
У 2020 році Чень Вей очолила спільну команду Інституту біотехнології, Академії військово-медичних наук і «CanSino Biologics» для розробки вакцини Convidecia. Команда розробників зареєструвала клінічне дослідження фази 1 у березні 2020 року та дослідження фази 2 у квітні 2020 року. Команда дослідників провела дослідження ІІІ фази в Аргентині, Чилі, Мексиці, Пакистані, Росії і Саудівській Аравії з 40 тисячами учасників.
У лютому 2021 року світові дані клінічних досліджень III фази та 101 випадок COVID-19 показали, що вакцина мала ефективність 65,7 % у запобіганні помірному перебігу COVID-19 і 91 % ефективності у запобіганні важкому перебігу хвороби.
«Convidecia» схвалена для використання в деяких країнах Азії, Європи та Латинської Америки.

## Особисте життя
Чень одружена із чоловіком, який є уродженцем провінції Шаньдун, і вони мають сина.

## Відзнаки та нагороди
- Премія «Qiushi Outstanding Youth Award 2009»
- 2010 — Національний науковий фонд видатних молодих вчених
- 2011 — 8-а китайська премія молодих жінок у науці[8]
- Премія «Наука та технологічний прогрес» 2017 року Фонду Хо Люн Хо Лі
- 2020 — Національне почесне звання Китаю «Народний герой»[31]